# Курженар
Курженар (фр. Courgenard) је насељено место у Француској у региону Лоара, у департману Сарт.
По подацима из 2011. године у општини је живело 484 становника, а густина насељености је износила 42,76 становника/km².

## Демографија
| 1962. | 1968. | 1975. | 1982. | 1990. | 2011. |
| ----- | ----- | ----- | ----- | ----- | ----- |
| 425   | 375   | 407   | 419   | 445   | 484   |